# Меєров Олександр Олександрович
Олекса́ндр Олекса́ндрович Ме́єров (рос. Алекса́ндр Алекса́ндрович Ме́еров), (5 травня 1915, Харків — 4 вересня 1975, Жданов) — український радянський учений-ракетобудівник, російськомовний радянський письменник-фантаст, довготривалий в'язень сталінських таборів.

## Біографія
Олександр Меєров народився у Харкові в 1915 році. У 14 років він залишився сиротою, коли померла його мати. Після смерті матері Меєров став самостійно заробляти на життя, часто змінюючи професії. Ще в юності він захопився ракетобудуванням, а також створенням палива для ракет. Саме тому Олександр Меєров вступив до харківського хіміко-технологічного інституту (який пізніше став факультетом Харківського політехнічного інституту), який закінчив у 1936 році. Під час навчання в інституті зацікавився створенням реактивного двигуна і палива для нього. Після закінчення інституту Олександр Меєров стажувався в московському Реактивному науково-дослідницькому інституті, де на той час працювали низка відомих учених ракетобудівників, включно з Сергієм Корольовим, Георгій Лангемаком і Валентином Глушком, а виробничу практику проходив на Московському авіаційному заводі. Після закінчення інституту розпочав працювати на московському авіазаводі, де займався випробуваннями нових реактивних двигунів для тодішніх висотних літаків — стратопланів, а також розробляв спеціальні захисні пристосування для пілотів стратопланів — стратокамери, в яких можна було підніматись на висоту до 12 кілометрів, та які можна вважати прообразом сучасних космічних скафандрів.
З 1938 року Олександр Меєров працював у одному з конструкторських бюро наркомату боєприпасів на посаді начальника випробувальної станції реактивних двигунів, був членом Групи вивчення реактивного руху. У 1940 році це конструкторське бюро увійшло до складу Реактивного науково-дослідного інституту, й Меєров перейшов працювати до цього інституту. На новій роботі йому часто дводилось їздити у відрядження, під час одного з них його заарештували як «ворога народу». Під час ув'язнення співробітники органів безпеки для отримання необхідних зізнань неодноразово катували Меєрова, особливо часто так званим «стояком», тобто постійне знаходження в стоячому положенні протягом кількох діб, після чого в нього потріскали судини на ногах. Проте він так і не дав потрібних свідчень, але Меєрова таки засудили до тюремного ув'язнення. Як технічний спеціаліст, він відбував свій строк тюремного ув'язнення у так званій «шарашці» — напівтюремному науково-дослідному закладі, де працювали вчені та інженери, засуджені за антирадянськими статтями під контролем працівників органів безпеки. Спочатку Олександр Меєров працював у так званій «Тушинській шарашці», або Тушинській спецв'язниці ОТБ-82 НКВС, яка після початку німецько-радянської війни перебазувалась до Казані, а в 1946 році до міста Щербаков (історична назва Рибінськ). Одночасно Меєров був співробітником ОКБ-456 (пізніше НВО Енергомаш), де обіймав посаду начальника хімічної лабораторії. Під його керівництвом розроблене стартове ракетне паливо для ракетного двигуна хімічного запалювання, яке пізніше стало широко застосовуватися у ракетній галузі.
Після смерті Сталіна Олександр Меєров переїжджає до Ленінграда, де працює інженером. Проте після затримання сина з антирадянськими листівками він вимушено переїздить з родиною до Жданова, де займається переважно творчою діяльністю. Проте 4 вересня 1975 року Олександр Меєров раптово помер від тромбозу аорти. Похований Олександр Меєров на кладовищі у селищі Старий Крим.

## Літературна творчість
Літературну творчість Олександр Меєров розпочав ще під час навчання в інституті, а першою його публікацією став науково-фантастичний нарис «Автомат майбутнього», опублікований у журналі «Техника – молодежи» в 1940 році. У 1955 році у Харкові виходить друком його перший роман «Захист 240», у якому описується дослідження радянськими вченими впливу радіохвиль на мозок людини, результати яких хочуть викрасти іноземні шпигуни. У 1965 році надрукований роман Меєрова «Бузковий кристал», у якому описується виявлення на Землі слідів іншопланетного життя на основі кремнію. У 1971 році надрукований перший варіант науково-фантастичного роману «Обережно — чужі!» під назвою «Право вето», в якому висловлюється думка про можливість іншопланетного походження комах та можливість з їх допомогою встановлення контакту з іншопланетними цивілізаціями. У 1979 році, вже після смерті автора, виданий кінцевий варіант роману за його чернетками і записами. Незавершеними та невиданими залишились запланована документальна книга Меєрова про історію радянського ракетобудування, а також науково-фантастичний роман про далеке майбутнє «Чудова планета».
Окрім безпосередньо написання художніх творів. Олександр Меєров брав активну участь у секції письменників-фантастів при ленінградській організації Спілки письменників СРСР, а також взяв участь у першому всесоюзному семінарі письменників-фантастів та авторів пригодницьких творів у 1960 році.
Твори Олександра Меєрова перекладені багатьма мовами, зокрема англійською, болгарською, угорською, грузинською, китайською, чеською, французькою, німецькою мовами.

## Прообраз літературного персонажу
Олександр Меєров дружив з братами Стругацькими, і став прообразом одного з головних героїв роману «За мільярд років до кінця світу» Арнольда Павловича Снігового, що підверджували пізніше письменники в своїх інтерв'ю.

### Романи
- 1955 — «Захист 240» (рос. «Защита 240»)
- 1965 — Бузковий кристал (рос. Сиреневый кристалл)
- 1971 — Право вето (укр. Право вето)
  - 1979 — Обережно — чужі! (рос. Осторожно — чужие!) (перероблене перше видання роману «Право вето»)

### Оповідання
- 1963 — Час, назад! (рос. Время, назад!)
- 1966 — Пошук треба продовжувати (рос. Поиск надо продолжать)
- 1972 — Пляма в просторі (рос. Пятно в пространстве)